# قرطاول
قرطاول هي قرية في مقاطعة مراغة، إيران. عدد سكان هذه القرية هو 1,699 في سنة 2006.